# Cardiomya californica
Cardiomya californica är en musselart som först beskrevs av Dall 1886.  Cardiomya californica ingår i släktet Cardiomya och familjen Cuspidariidae. Inga underarter finns listade i Catalogue of Life.